# アメリー＝レ＝バン＝パラルダ
アメリー＝レ＝バン＝パラルダ （Amélie-les-Bains-Palalda、カタルーニャ語:Els Banys d'ArlesまたはPalaldà/Palaudà）は、フランス、オクシタニー地域圏、ピレネー＝オリアンタル県のコミューン。

## 地理
アメリー＝レ＝バン＝パラルダは、バンとパラルダの2つの地区に分かれる。セレの西方、ヴァルスピール地方にあるまちはテック川の渓谷に位置する。温泉町であり、夏と冬に賑わう。

## 交通
県道115号線が通じる。この道路は県沿岸平野とまちとをつなぐより良いコミュニケーションのため今後10年で開発される必要がある。1940年の洪水で破壊されるまで、まちには鉄道が通っていた。

## 歴史
2006年、古い温泉跡であるAquae Calidaeの発掘作業中、後期青銅器時代に遡る定住地と墓地が発見された。

### レ・バン
鉄器時代から人が定住している。1940年の洪水後に発見された片麻岩の塊に、鉄器時代の人間が刻んだ跡があった。ここにはバン・ダルル（Bains d'Arles）という古代から使われてきた温泉があった。ローマ人は浴場を建設し、ここには小さなアーチ型天井の部屋や小さなプールが備わっていた。
8世紀、おそらく古代の温泉の敷地内に修道院がこの地につくられた。しかし、9世紀のノルマン人の襲撃が修道士たちをアルル＝シュル＝テックに移動させることにつながった。この修道院は今も存続する。
1237年に修道院がアルル＝シュル＝テックへ移動するまで、バンは修道院に依存していた。1670年には、温泉より上の場所にスペイン国境からの脅威に備え砦が築かれた。まちはフォール＝レ＝バン（現在は砦そのものの名前）と呼ばれた。
1840年4月7日、フランス王ルイ＝フィリップは王妃マリー・アメリー・ド・ブルボンにちなみまちの名をアメリー＝レ＝バンとした。

### パラルダ
フランス革命まで、パラルダはPalaudàと呼ばれていた。パラウダとは「邸宅」を意味した。実際、多くの邸宅が周辺地方に存在していた。パラルダは9世紀に初めて名前に言及されている。領主権はいくつかの家系の手に渡った。

## 人口統計
| 1962年 | 1968年 | 1975年 | 1982年 | 1990年 | 1999年 | 2006年 | 2010年 |
| ------ | ------ | ------ | ------ | ------ | ------ | ------ | ------ |
| 2964   | 3662   | 3908   | 3713   | 3239   | 3475   | 3656   | 3702   |